# Bett1HULKS Indoors 2020 - Qualificazioni singolare
Le qualificazioni del singolare del Bett1HULKS Indoors 2020 sono state un torneo di tennis preliminare per accedere alla fase finale della manifestazione. I vincitori dell'ultimo turno sono entrati di diritto nel tabellone principale. In caso di ritiro di uno o più giocatori aventi diritto, sono subentrati i lucky loser, ossia i giocatori che hanno perso nell'ultimo turno e che avevano una classifica più alta rispetto agli altri partecipanti che avevano perso nel turno finale.

## Teste di serie
1. Dominik Koepfer (primo turno)
2. Lloyd Harris (qualificato)
3. Emil Ruusuvuori (qualificato)
4. Yūichi Sugita (primo turno)

1. Yasutaka Uchiyama (primo turno)
2. Marcos Giron (ultimo turno, lucky loser)
3. Grégoire Barrère (primo turno)
4. Marc Polmans (ultimo turno, lucky loser)

## Qualificati
1. Oscar Otte
2. Lloyd Harris

1. Emil Ruusuvuori
2. Henri Laaksonen

### Lucky loser
1. Marc Polmans

1. Marcos Giron

## Tabellone

### Legenda
| - Q = Qualificato - WC = Wild card - LL = Lucky loser | - ALT = Alternate - SE = Special Exempt - PR = Protected Ranking | - w/o = Walkover - r = Ritirato - d = Squalificato |

### Sezione 1
|  | Primo turno | Primo turno     | Primo turno     | Primo turno | Primo turno |  |  | Ultimo turno | Ultimo turno | Ultimo turno | Ultimo turno | Ultimo turno |  |
|  |             |                 |                 |             |             |  |  |              |              |              |              |              |  |
|  | 1           | Dominik Koepfer | Dominik Koepfer | 1           | 2           |  |  |              |              |              |              |              |  |
|  |             | Oscar Otte      | Oscar Otte      | 6           | 6           |  |  |              | Oscar Otte   | 6            | 6            | 6            |  |
|  |             | Ivo Karlović    | Ivo Karlović    | 1           | 4           |  |  | 8            | Marc Polmans | 7            | 4            | 4            |  |
|  | 8           | Marc Polmans    | Marc Polmans    | 6           | 6           |  |  |              |              |              |              |              |  |

### Sezione 2
|  | Primo turno | Primo turno     | Primo turno     | Primo turno | Primo turno |  |  | Ultimo turno | Ultimo turno | Ultimo turno | Ultimo turno | Ultimo turno |  |
|  |             |                 |                 |             |             |  |  |              |              |              |              |              |  |
|  | 2           | Lloyd Harris    | 2               | 6           | 6           |  |  |              |              |              |              |              |  |
|  |             | Peter Gojowczyk | 6               | 1           | 3           |  |  | 2            | Lloyd Harris | 2            | 6            | 6            |  |
|  | WC          | Rudolf Molleker | Rudolf Molleker | 4           | 3           |  |  | 6            | Marcos Giron | 6            | 4            | 2            |  |
|  | 6           | Marcos Giron    | Marcos Giron    | 6           | 6           |  |  |              |              |              |              |              |  |

### Sezione 3
|  | Primo turno | Primo turno      | Primo turno      | Primo turno | Primo turno |  |  | Ultimo turno | Ultimo turno    | Ultimo turno    | Ultimo turno | Ultimo turno |  |
|  |             |                  |                  |             |             |  |  |              |                 |                 |              |              |  |
|  | 3           | Emil Ruusuvuori  | Emil Ruusuvuori  | 7           | 6           |  |  |              |                 |                 |              |              |  |
|  |             | Jason Jung       | Jason Jung       | 64          | 3           |  |  | 3            | Emil Ruusuvuori | Emil Ruusuvuori | 6            | 6            |  |
|  |             | Antoine Hoang    | Antoine Hoang    | 7           | 6           |  |  |              | Antoine Hoang   | Antoine Hoang   | 1            | 3            |  |
|  | 7           | Grégoire Barrère | Grégoire Barrère | 5           | 4           |  |  |              |                 |                 |              |              |  |

### Sezione 4
|  | Primo turno | Primo turno       | Primo turno       | Primo turno | Primo turno |  |  | Ultimo turno | Ultimo turno    | Ultimo turno    | Ultimo turno | Ultimo turno |  |
|  |             |                   |                   |             |             |  |  |              |                 |                 |              |              |  |
|  | 4           | Yūichi Sugita     | Yūichi Sugita     | 1           | 4           |  |  |              |                 |                 |              |              |  |
|  |             | Henri Laaksonen   | Henri Laaksonen   | 6           | 6           |  |  |              | Henri Laaksonen | Henri Laaksonen | 7            | 6            |  |
|  | WC          | Daniel Masur      | Daniel Masur      | 6           | 6           |  |  | WC           | Daniel Masur    | Daniel Masur    | 5            | 2            |  |
|  | 5           | Yasutaka Uchiyama | Yasutaka Uchiyama | 2           | 1           |  |  |              |                 |                 |              |              |  |